# Phallotorynus dispilos
Phallotorynus dispilos és una espècie de peix de la família dels pecílids i de l'ordre dels ciprinodontiformes.

## Morfologia
Els mascles poden assolir els 1,8 cm de longitud total i les femelles els 2,53.

## Distribució geogràfica
Es troba a Sud-amèrica: Paraguai (riu Paranà).